# Accolade (entreprise)
 (mars 2016).
Si vous disposez d'ouvrages ou d'articles de référence ou si vous connaissez des sites web de qualité traitant du thème abordé ici, merci de compléter l'article en donnant les références utiles à sa vérifiabilité et en les liant à la section « Notes et références ».
Pour les articles homonymes, voir Accolade (homonymie).
Accolade était une entreprise américaine qui exerçait son activité dans le domaine du développement et de l'édition de jeux vidéo en 1984. Elle a été fondée par Alan Miller et Bob Whitehead (fondateurs d'Activision) à San Jose en Californie. Accolade développe des jeux vidéo sur les ordinateurs majeurs de la fin des années 1980, puis sur console de jeux. Accolade connait quelques succès comme la série Test Drive dans les années 1990. En 1999, Infogrames Entertainment rachète Accolade et la renomme Infogrames North America. En octobre 2000, Infogrames North America et GT Interactive Software sont fusionnés et l'entité devient la filiale d'Infogrames Entertainment Infogrames Inc..

## Historique

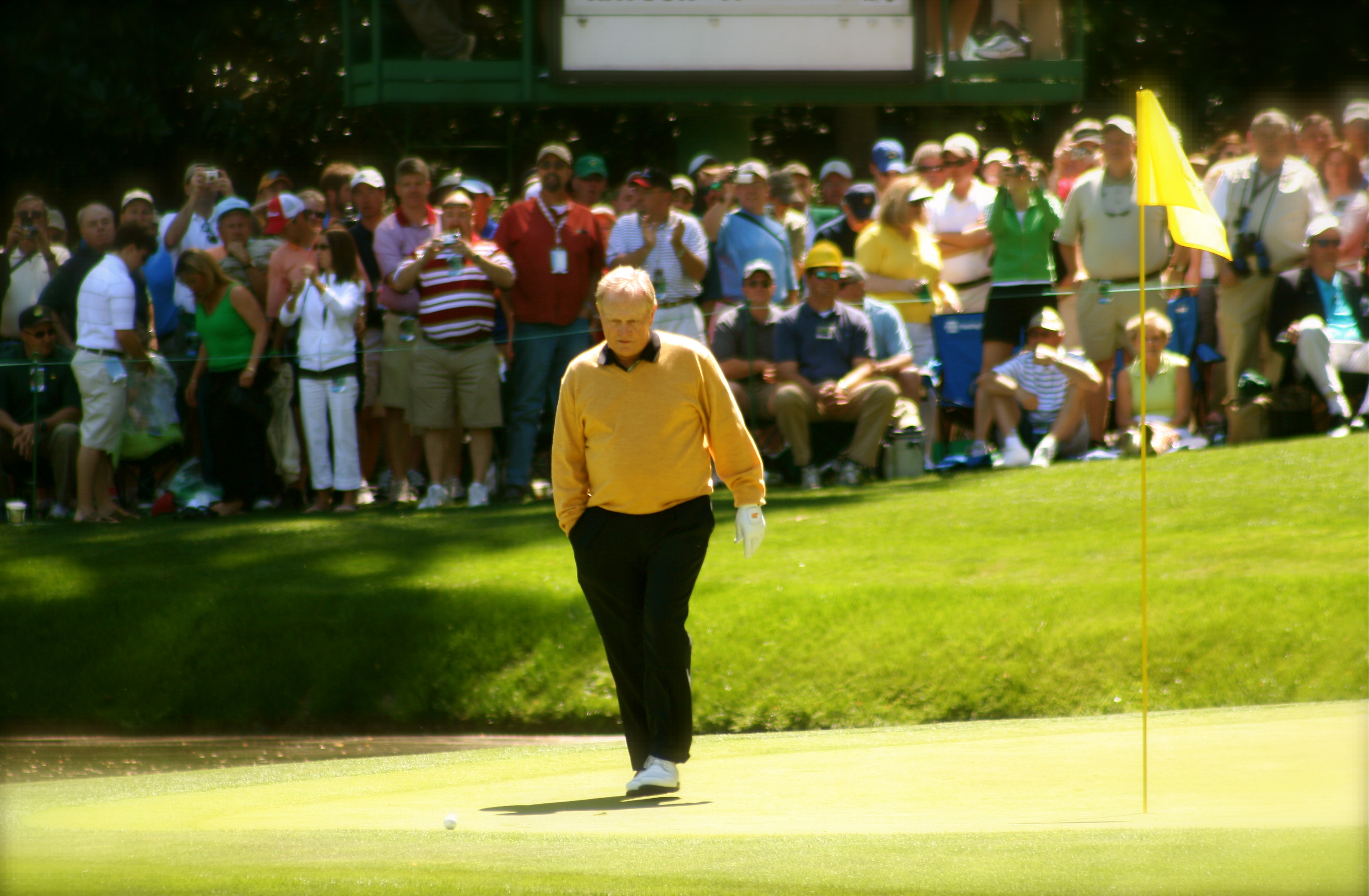
Jack Nicklaus en 2006

### Formation d'Accolade
En 1984, Miller et Whitehead quittent Activision puis créent Accolade. La majorité des employés étaient issus d'Activision. Selon la légende, « Accolade » a été choisi car le mot vient juste avant « Activision » dans l'ordre alphabétique (supposant qu'Accolade est supérieure à leur ancienne entreprise). Apparemment, ils avaient déjà choisi « Activision » par rapport à Atari pour les mêmes raisons. Plus tard, Acclaim, une nouvelle société de développement créée par d'anciens d'Activision, aura son nom choisi selon le même principe, par rapport à Accolade. Absolute Entertainment, également fondé par d’anciens de chez Activision finira par être le premier de la liste alphabétique[réf. nécessaire].
Les revenus d'Accolade ont augmenté passant de 1,5 million de dollars en 1985 à 5 millions en 1986. Accolade a développé sur la plupart des ordinateurs familiaux des années 1980 notamment sur Commodore 64, Atari 400 et 800, Amiga, Apple II et PC. Les premiers jeux notables sont Law of the West, Psi-5 Trading Company, The Dam Busters, Mean 18 Golf, Test Drive, and HardBall!. Test Drive et HardBall! deviendront les franchises les plus importantes d'Accolade.
Dès que le succès des autres plateformes commence à baisser, Accolade se concentre sur la console de salon et le PC, notamment sur NES, Mega Drive, Super Nintendo et PlayStation au moment de leur popularité.
Tous les premiers jeux d'Accolade ont été développés en interne. Mais étant aussi bien éditeur que développeur, Accolade a commencé à publier des titres produits par les autres développeurs. Vers le milieu des années 1990, la plupart du développement logiciel d'Accolade est effectué par des développeurs tiers.

### Procès contre Sega
En octobre 1991, Accolade a été impliqué dans un procès contre Sega concernant la violation de droit d'auteur, qui a finalement amené la notion de rétroingénierie à des fins d'interopérabilité. Sega voulait garder une emprise sur ses consoles et voulait que tous ses jeux soit exclusifs à Sega. Refusant de restreindre à des jeux vidéo sur plateforme unique, les ingénieurs d'Accolade ont effectué la rétroingénierie de la console Sega Genesis et ont créé leur propre système de développement ; jusque-là, les développeurs tiers de jeux devaient obtenir les systèmes auprès de Sega afin de développer des jeux pour la plate-forme. Sega poursuit Accolade au sujet de cette pratique et a gagné une injonction préliminaire, obligeant Accolade à retirer tous ses produits Genesis des magasins. Cependant, Accolade gagne en appel et conclut un accord avec Sega (hors cour) qui lui permet de continuer à produire ses propres cartouches Genesis, mais comme titulaire de licence officielle Sega.

### Chute dans les années 1990
La société a des succès marginaux au début des années 1990. Bubsy sur Mega Drive et Super Nintendo se vend bien, c'est le jeu le plus vendu de la société jusqu'à ce que Test Drive 4 sorte en 1997. Star Control 2 pour PC (1992, DOS) est toujours très bien considéré, c'est l'un des jeux les mieux notés de son époque.
Cependant, à partir du milieu des années 1990, Accolade commence à publier des jeux dans des genres très variés, mais de qualité médiocre et manquant de finition.
Lors d'une conférence de « direction et producteurs », Accolade décide de se concentrer uniquement sur les jeux d'action et de sport. Accolade possédait déjà plusieurs franchises dans ces genres de jeux vidéo. Les franchises de sports sont HardBall!, Unnecessary Roughness et Jack Nicklaus Golf. Dans la catégorie action au sens large, Accolade possède la longue et ancienne franchise Test Drive.
Bob Whitehead quitte Accolade peu de temps après sa fondation ; Alan Miller la quitte en 1995. Avant que Miller ne parte, le poste de directeur général est repris par Peter Harris, nommé par Prudential Investments (qui a fait un investissement de 10 millions de dollars dans l'entreprise). Harris était membre du conseil d'administration et était autrefois le directeur général de FAO Schwarz (après Accolade, il deviendra président des 49ers de San Francisco). Harris quitte l'entreprise et la laisse entre les mains d'un néophyte de l'industrie vidéoludique, Jim Barnett. Sous la direction de Barnett, l'entreprise relance la série à succès Test Drive et lance la série Test Drive Off-Road, qui seront éditées sur PlayStation.
Accolade obtient de très bons résultats financiers lors de ses premières années, mais dans les années 1990, les ventes sont faibles et la direction est contrainte d'adopter plusieurs séries de licenciements. Sous la direction de Barnett, Accolade est restructuré autour de jeux d'action et publie Test Drive 4, 5 et 6 ainsi que Test Drive Off-Road, qui est vendu à des millions d'exemplaires et fait partie des plus grands hits de Sony.
Accolade est finalement racheté par Infogrames Entertainment en 1999, juste après la publication de leur dernier jeu Redline: Gang Warfare 2066. Accolade sert à Infogrames Entertainment de point d'entrée dans son expansion en Amérique du Nord. Accolade est renommé Infogrames North America, puis fusionné en octobre 2000 avec GT Interactive Software sous le nom d'Infogrames Inc. (filiale d'Infogrames Entertainment, qui sera déménagée à Los Angeles).

## Jeux
Accolade a développé plusieurs jeux marquants dont les plus connus et les plus lucratifs sont Star Control, Test Drive, Jack Nicklaus Golf, HardBall! et Bubsy.